# Actaea

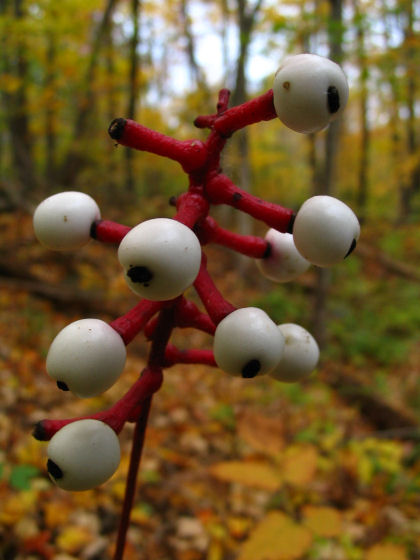
Actaea pachypoda; baies

Actaea és un gènere de plantes amb flor de la família de les ranunculàcies.

## Característiques
Totes les espècies d'actea es troben a les zones temperades de l'hemisferi nord.
Les baies són verinoses. Antigament eren utilitzades per alguns pobles indígenes d'Amèrica per al tractament de la dismenorrea o menstruació dolorosa.

## Taxonomia
- Secció Actaea:
  - Actaea asiatica H.Hara
  - Actaea heracleifolia (Kom.) J.Compton
  - Actaea pachypoda Elliott
  - Actaea racemosa L.
  - Actaea rubra (Aiton) Willd.
  - Actaea spicata L. - herba de Sant Cristòfol, herba cristofolina
- Secció Cimicifuga:
  - Actaea cimicifuga L.
- Secció Dichanthera:
  - Actaea dahurica (Turcz. ex Fisch. i C.A.Mey.) Franch.
  - Actaea simplex (DC.) Wormsk. ex Prantl
- Secció Oligocarpae:
  - Actaea arizonica (S.Watson) J.Compton
  - Actaea cordifolia DC.
- Secció Pityrosperma:
  - Actaea japonica Thunb.
- Secció Podocarpae:
  - Actaea podocarpa DC.
- Secció Souliea (només una espècie):
  - Actaea vaginata (Maxim.) J. Compton